# Саженское сельское поселение
Са́женское се́льское поселе́ние — упразднённое муниципальное образование в Яковлевском районе Белгородской области.
Административный центр — село Сажное.
19 апреля 2018 года упразднено при преобразовании Яковлевского района в городской округ.

## История
Саженское сельское поселение образовано 30 декабря 2010 года в соответствии с Законом Белгородской области № 17 в результате разукрупнения Кривцовского сельского поселения.

## Население
| 2012 | 2013 | 2014 | 2015 | 2016 | 2017 | 2018 |
| ---- | ---- | ---- | ---- | ---- | ---- | ---- |
| 374  | ↘362 | ↗363 | ↗369 | ↘362 | ↘352 | ↘333 |

## Состав сельского поселения
| № | Населённый пункт | Тип населённого пункта       | Население |
| - | ---------------- | ---------------------------- | --------- |
| 1 | Волобуевка       | село                         | ↗9        |
| 2 | Клейменово       | село                         | ↘12       |
| 3 | Озерово          | село                         | ↘132      |
| 4 | Сажное           | село, административный центр | ↘241      |
| 5 | Чурсино          | село                         | ↘4        |